# Церква Преображення Господнього (Тернопіль, ПЦУ)
Церква Преображення Господнього в Тернополі — парафія і храм Благочиння міста Тернополя Тернопільської єпархії Православної церкви України в місті Тернополі.

## Історія церкви
Історія храму Преображення Господнього на вулиці П. Куліша, 12 розпочинається у 1993 році, коли 10 лютого архієпископ Тернопільський і Бучацький Василій затвердив статут православної громади.
Для будівництва виділили земельну ділянку, встановили хрест і почали проводити богослужіння. Згодом збудували тимчасову капличку, в облаштування якої вклали значні кошти та зусилля парафіян. У капличці виготовили іконостас, вівтарну частину та придбали три дзвони, один з яких, найбільший, був пожертвою парафіянина Богдана.
Проєкт майбутнього храму розробив Ярослав Головко. Церква, що матиме розмір 17x17 м і зможе вмістити 500 парафіян, буде хрестоподібної форми з п'ятьма куполами.
16 липня 2000 року митрополит Василій освятив місце під будівництво. У жовтні 2007 року церкву вимурували. У квітні 2009 року розпочалося виготовлення барабана центрального купола. 10 червня 2009 року центральний купол накрили бляхою, освятили хрест і встановили його. 5 серпня 2010 року інші чотири куполи також були перекриті та встановлені.
У лютому 2011 року розпочали внутрішні штукатурні роботи.
Активну участь у будівництві брали священник Мирон Драбик та настоятель храму Богдан Комарницький. З 1 листопада 2004 року в храмі почали відправляти три Служби Божі. При церкві функціонує недільна катехізична школа для дітей і молоді, а також проводяться заняття для дорослих. З 2008 року щосереди при церкві проходить день материнської молитви.

## Парохи
- о. Мирон Драбик,
- о. Богдан Камарницький,
- о. Віталій Ігнатів (з 1 листопада 2004).